# サムライ・ハイスクール
『サムライ・ハイスクール』は、2009年10月17日から12月12日まで毎週土曜21:00 - 21:54に、日本テレビ系の「土曜ドラマ」枠で放送された日本のテレビドラマ。主演の三浦春馬が凡庸な高校生と義を通すために戦う武士の一人二役を演じる。
草食系男子高校生が武士道精神で数々の困難を乗り越えていくエンターテインメントドラマ。なお、柏葉ヒロの漫画『サムライハイスクール』とは関係はない。

## あらすじ
学校でも家庭でも冴えない草食系高校生・望月小太郎（三浦春馬）。ある日、レポート作成のために立ち寄った東雲（しののめ）歴史文庫にて古文書「大坂城陣中秘録」を読んでいる最中、自分と同姓同名の戦国武将・望月小太郎の魂が宿るようになる。それ以来、小太郎が窮地に陥る時などには最強のサムライ（侍）に変身し、武士道精神と巧みな剣術で、学園に巣くうさまざまな難問を解決するようになる。
小太郎は侍の人格に戸惑いつつも、次第に感化され勇気ある一面を見せるようになっていき、同時に周囲の人間にも影響を与えていく事となる。小太郎は友人の中村やあいに打ち明けたい気持ちがありつつも、綿貫ひみこから「もし小太郎の秘密を他人に知られると、侍小太郎の魂は現在の小太郎の肉体もろとも消えてしまう」（つまり秘密を知られると小太郎は死んでしまう）と言われ誰にも相談できない。
物語終盤で、侍小太郎の魂は小太郎の体から分離し、初めて小太郎と対面した。侍小太郎は戦で死んだ時に何も出来ないまま死んだことを後悔していたこと、その後悔故に「自分の誇りを取り戻したい」と願っており、誇りを取り戻すため小太郎に憑依したことを明かす。侍小太郎は、小太郎が巻き込まれた騒動に対して、小太郎に「義を通せ」と告げる。小太郎が自分の力で騒動を収めた後、侍小太郎は、小太郎に自分が小太郎の祖先であることを明かし（侍小太郎の許婚が妊娠していた子供が小太郎の祖先）別れを告げる。その直後、今度は小太郎が戦国時代の侍小太郎の体に憑依し、当時の侍小太郎の戦死の前日を体験、主君である真田幸村や許嫁と会う。現代に戻ってきた小太郎は、中村やあいに真実を打ち明け。侍小太郎の辞世の句の意味を噛みしめる。以来、侍小太郎は現れなくなったが、小太郎の大学入試の時、突然侍小太郎の声が聞こえた。試験官から「誰と話していた？」と訊かれ、小太郎は「自分自身です」と答え、物語は終結する。

## 登場人物・キャスト

### 主要人物

#### 私立千国学院高等学校
望月小太郎（17） - 三浦春馬 （幼少期 - 大前喬一）
本作の主人公。何をやらせても中途半端で、都合の悪い事は笑って誤魔化す。正義感は強いものの、勇気も度胸も無く内気な性格ゆえにそれが言動に結びついていない、いわゆる草食系男子。何らかの衝撃（衝撃は物理的、精神的を問わない。第3話などでは他人から「死ね」と言われたことでサムライ化する場面がある）を頭に受けると自身のDNAが覚醒され、本人の意識とは別に、言動・立ち振る舞いが「戦国武将・望月小太郎」となりサムライの心と高い戦闘能力を持つようになるが、一定時間を過ぎる、または女性に触れたり肌の露出の激しい女性の姿（水着姿など）を見たりすると、覚醒状態から覚め元の草食系男子に戻ってしまう。サムライ化した直後に、彼の周囲から烈風が巻き起こる。意識してサムライの状態になることはできない。また、永沢あいと至近距離にいる状態が長く続くと（抱きつかれたりでも）元に戻ってしまう。第6話の終盤のように、衝撃に関係なく変身することもある。サムライ化している間も本来の人格は意識を保っているが、侍小太郎に干渉することはできない。やや妄想癖がある。
名前の由来は、望月六郎と風魔小太郎。
中村剛（18） - 城田優
小太郎のクラスメイト。190cm近くもある大柄な体躯の男子だが、非常に気が弱く小心者で、オドオドして舌足らずな喋り方からもそのような面が窺える。気弱な性格ゆえ理不尽な事にも逆らえず、女子生徒からもカツアゲをされてしまう典型的ないじめられっ子。情けない自分にコンプレックスを抱いており、「自分のような負け犬は何をやっても駄目」と半ば諦めてしまっていたが、侍化した小太郎に救われたのを切っ掛けに小太郎に心酔し、小太郎を「殿」と呼び、彼の「家来」になる事を宣言して付き従うようになる。気は弱いが案外力は強く、腕立て伏せを軽々と何回もこなしたりもできる。父親は既に亡くなっていて母親は入院している。母の入院を切っ掛けに将来は看護士を目指しているが、そのような家庭の事情故に経済面は厳しく、高校の学費は父親の保険金で賄い、大学の学費はアルバイトで稼いでいる。あいの事が好き。
永沢あい（18） - 杏 （幼少期 - 葵わかな）
小太郎の小学校時代からの幼馴染で長身の美少女。人並み外れて背が高いことがコンプレックス。苛めを見て見ぬふりをせずに制止に入る正義感を持つが、今ひとつ度胸に欠けており相手に威圧されて萎縮してしまう事も多い。模試でAランクを取るほど成績は良いが、彼女自身は歌手になりたいという夢を持ち、大学進学に疑問を持つ事もあった。小さい頃から背が高く、その事で同級生に苛められていた所を小太郎に助けてもらって以来、彼に密かな想いを寄せる（が、ツンデレであるため、その事を指摘されると「好きじゃない！」と言い返す）。その為現在の不甲斐無さには歯がゆさを感じており、彼に発破を掛ける事もしばしば。
南百合香（18） - 小林涼子
あいの親友。小太郎とあいの仲が上手くいくよう応援する。明るく元気な少女だが、あいが歌手を目指している事を知った時には最初は素直に応援していたものの、思いもよらない人気が出てくると、次第に妬みの気持ちが芽生えてしまい、軽い気持ちであいの歌う姿がアップされた動画に悪口をコメントしてしまう。しかし、その事が予想を超えて大きくなってしまった事と、学園内に犯人がいると読んで学校中を触れ回る侍化した小太郎の姿を見て、次第に良心の呵責に耐えられなくなってしまい、自ら名乗り出て謝罪。クラスメイトからは非難され、つるし上げられてしまうが、あい本人からは軽く責められただけで許してもらい、和解する事が出来た。
池山智（18） - 桜田通
小太郎のクラスメイト。
和田大介（18） - 柳下大
小太郎のクラスメイト。
三木サヤカ（28） - 市川実日子
小太郎達の担任。数学の教師。もともとは受験指導に徹するクールな教師で事なかれ主義でもあったが、小太郎・侍小太郎らの奮闘に徐々に感化され、生徒寄りになっていく。生徒を差別する校長のやり方に疑問を呈す。
如月秀美（26） - 松田沙紀
物理教師、特Ｓクラス担任。
新田孝介（29） - ムロツヨシ
英語教師。
平野哲彦（45） - 小林正寛
国語教師。
城所和夫（54） - 金田明夫
教頭。
亀井恭子（52） - 室井滋
千国学院の校長で、元英語教師。元々の価値観は「処罰するのも、切り捨てるのも教育」である。赴任してから学内に格差別社会を作った張本人で、なによりも学校の名誉を重んじており、「人生は勝ち続けなければ意味が無い」という考えを持つ。そのためスポーツ特待生や特進クラスのような学園の名声を高め、利益をもたらす生徒は優遇し、成績の悪いクラスの生徒には公然と「負け組」と言い放ち、努力をしても結果が伴わなければ一切認めようとしない。生徒からは当然嫌われているが、一方で辛辣な言葉を投げかける事によって生徒を発奮させているような節も見られる。後半はスポーツ特待生の岩永仁の退学に毅然とした態度で臨み、三木サヤカも意外な表情で校長を見つめていた。小太郎や中村に感化されたようにも感じられる。
第7話では岩永の恨みを買って寄付金を横領したという噂を流されてしまい、混乱を招いた引責で辞職しようとするが、侍小太郎の叱咤で立ち直り校長の職を続けることを決意する。その際、校長は「過去に勤めていた学校が出来の悪い生徒が多く、その事が引き金となって学校が潰れてしまった」「生徒にとって母校が無くなるというのは何としても避けなければならない」と語った。

#### 家
望月信二（47） - 岸谷五朗
小太郎の父。小太郎同様家庭内では肩身が狭く、小太郎の気の弱さは完全に父親似である。難しい事ははぐらかしてしまうなど一見頼り無さそうだが、家庭内の事では取り乱す事は余り無く、小太郎に助言を与える事も多い。戦国武将の望月小太郎について調べたりもしていた。小太郎がいくら疑われても息子のことを信じた。第5話で無実の罪を着せられて会社をリストラされたことに対して、侍小太郎と言い争いとなり剣道で勝負する。小太郎とも腹を割って話した。
望月圭子（47） - キムラ緑子
小太郎の母。頼りない夫や、息子の体たらくを嘆いているが、小太郎が悪い事をするような人間で無いということは信じている。
望月優奈（16） - 大後寿々花
小太郎の妹。兄とは違い成績優秀。思ったことをズバズバ言う毒舌家。小太郎曰く己の事を「見下している」とのことで、何かにつけてダメダメな小太郎の衝かれたくない所を刺すような言葉を投げかけて凹ませているが、両親同様に小太郎が正しい人間である事は信じている。しっかりしているように見えるが、友人関係に悩んで部屋に閉じこもってしまったり、信二がリストラされた時には我侭をいって信二を困らせるなど年相応に未熟な面もある。

#### その他
綿貫ひみこ（?） - ミムラ
東雲（しののめ）歴史文庫の司書。小太郎が侍に変身するきっかけを作った人物で、彼と侍化の秘密を共有できる唯一の存在でもある。ギャル語口調で喋り、神出鬼没で掴み所のない女性。
本山弘（28） - 金子ノブアキ
交番勤務・巡査だが柄の悪い言葉遣いと態度で、なおかつ高圧的で強引（警察官になる前、暴走族をやっていた名残）。しかし軟弱者を嫌い、正義感も強く権力にも屈しないなど警察官としての志も高い。警官になった理由は暴走族時代に身を挺（てい）してまで自分を乱闘から救ってくれた警官が死に際に言った言葉「いつまでもそんなことしてるんじゃない」を聞き、立ち直りたいと思ったため。暴走族時代は教師たちからも酷く扱われていたらしく、現在でも教師嫌いは治っておらず当初はサヤカのことも「先公」と呼んで信用していなかったが、つき合う中次第にサヤカに好意を抱く。最終回で告白するものの素っ気無く断られてしまった。
真田幸村（49） - 加藤雅也
戦国武将。「戦国武将・望月小太郎」の主君。
岩永仁 - 賀来賢人（第5話、第7話、第8話、最終話に登場）
サッカー部の生徒で問題児。現役の国会議員を父に持つ。父のことは「父さん」と呼ぶが本人のいないところでは「オヤジ」と呼ぶ。スポーツ特待生で入学したものの、自分達を差し置いて優遇されているゴルフ部と、一般生徒でありながら侍化してから目立つようになった小太郎を疎ましく思っており、その憂さ晴らしの為だけにホームレスの山本を襲って金を巻き上げ、小太郎と中村にその罪を擦り付けた。後にその事がばれて本山に連行される時にも全く反省せず、父親が代議士である事を笠に着て罪逃れをしようとするが、本山にあっさり一蹴され、事件後校長の命により自業自得ながら退学処分となる。
しかし、この事件で千国高校までも恨むようになり、第7話では校長が父兄からの寄付金を横領しているという噂を流し、千国高校を潰そうと企む。その後、噂を流したのが岩永だと気付いて一人で自分の下にやって来た小太郎を捕えるが、自分の脅しに全く屈しない小太郎に激怒。最後はあいと中村も拉致して二人の目の前で仲間と共に小太郎に暴行を加えるが、あいのある一言で侍化した小太郎に返り討ちにされた。
それでも改心することなく小太郎を逆恨みし続け、家宝の真剣を小太郎の家の前に置いて小太郎が盗んだように見せかけ、その事が大事になると、自分にとばっちりが来ることを恐れて父の力を借りて事件を捏造しようとする。非常に自己中心的かつ卑劣で救いようのない程に歪んだ性格の人物であるが、最終話で息子を救おうと必死に頭を下げる信二や、警察が千国高校に押し掛けて取り押さえられようとする直前に、自ら侍小太郎から学んだことを語った小太郎の姿を見て最後の最後で改心し、自らの罪を告白して警察に出頭した。

#### 3年F組生徒
| 宮島日向 - 村上雄紀 F組生徒。ネットに詳しい。陰気で「ヒュフッ」という怪しげな笑いが口癖で他の生徒から怖がられることもある。 金ケ崎魁 - 守屋翔 F組生徒。小太りな体型。クラスで事件が起こった際真っ先に疑われており、問題児だと思われる。 - 戸次永人 - 伊藤竜翼 - 関原出 - 春日由輝 - 川中大成 - 岸田タツヤ - 愼島大河 - 小堀慎平 - 中富方樹 - 徐寅勝 - 上田裕理 - ダレアレ悟 - 長篠東吾 - 森陽太 - 石山和歌沙 - 伊勢みはと - 挟間和沙 - 折山みゆ - 岩村みのり - 木下美咲 - 沖田泉 - 咲世子 - 姉川欧海 - 下宮里穂子 - 山崎依世 - 高田彩香 - 岩屋亜希 - 遠谷比芽子 - 三方希唯 - 真下玲奈 - 神川睦月 - 森あさみ - 小牧志麻 - 山本愛莉 |

### ゲスト
香苗 - 中別府葵、迫田真奈美 - 加藤侑紀、林まどか - 江原美優（第1話、第2話）
小太郎達の同級生で問題児。髪を染めた所謂ギャルで、ゴルフ部のスタープレイヤーである結城の取り巻きをしている。3人とも非常に強欲な性格で、結城を応援しているのも、ゴルフプレイヤーとしてのファンという訳で無く、結城が将来プロゴルファーになった際に、その事を利用して甘い汁を吸う為に取り入っているに過ぎない。結城を支援するためなら手段を選ばず、「結城を支援するためのカンパ」と称して立場の弱い生徒からカツアゲをしたり、気の弱い中村を脅してブランド物の万引きを強要したりと犯罪行為すら厭わないが、その傍若無人な行いが小太郎を侍化させる要因となり、侍小太郎に成敗されてしまう。
結城雅人 - 小柳心（第1話、第5話）
小太郎達の同級生。ゴルフ部のスタープレイヤーであり、将来は一億円プレイヤーも夢ではないといわれるほどの逸材で学校側からも優遇されている生徒の一人。表向きは好青年だが、香苗達が自分を支援する名目でカツアゲや万引きをしている事を知っても「自分が命令したわけではないし、関わったら自分の名前に傷がつくかもしれないから」と黙認してしまうなど、本性は非常にクールで打算的な性格。
黒田礼二 - 若葉竜也（第2話）
千国学院高等学校・特Sクラスの生徒。勉学は優秀だがスポーツは苦手。嫌味な性格で要領の悪い人間を見下しており、体育祭の騎馬戦を不器用ながらも懸命に特訓する小太郎達を「無駄な努力」と嘲笑っていたが、本番では侍化した小太郎に敗れ去る。
明菜 - 入山法子（第2話）
千国学院高等学校へテレビ取材に来た「テレビ日本」のリポーター。
大室 - 丸山智己（第3話）
ディレクターと偽り、あいを誘拐した男。実は盗撮魔。あいを誘拐した際侍小太郎の弓矢攻撃で車のタイヤを攻撃され、車を止められ、誘拐の計画は失敗に終わった。
酔っ払いのサラリーマン - 宮崎敦吉（第3話）
路上でギター演奏をするあいに絡むサラリーマン。
戦国時代の嫁 - 谷村美月（第3話、最終話）
小太郎の回想シーンに登場した戦国武将・望月小太郎（侍小太郎）の許婚。
小清水和也 - 濱田岳（第4話）
家は「こしみず文具」。特Sクラス→一般クラス。家庭の事情から自分の将来に絶望して引きこもりになって不登校になり、周囲に心を閉ざしていた。小太郎達の説得にも応じず、最終的に自殺を図ろうとするが侍化した小太郎に救われ、荒療治により立ち直る。学校は自主退学したものの、大検を取得することを決意した。
小清水孝一 - 日野陽仁（第4話）
和也の父親。
小清水恵美子 - 宮地雅子（第4話）
和也の母親。
ヤミ金の男 - 偉藤厚次、赤屋板明（第4話）
小清水一家を騙して金を要求したヤミ金組織の4人組。和也に暴行するが駆け付けた侍小太郎に4人とも倒された。
本山弘に道を訊いていたお婆さん - 市川千恵子（第4話）
小学生の男の子 - 小林海人（第4話）
「こしみず文具」に3年生用の漢字帳と消しゴムを買いに来た。
松田 - 野仲イサオ（第5話）
竹本 - 奥田達士（第5話）
警視庁晴海警察署・生活安全課の刑事。
中村たまみ - 山下容莉枝（第5話）
中村の母親、今は入院中。
山本三郎 - モロ師岡（第5話）
被害者のホームレス。岩永と大越に娘からもらったなけなしの一万円を奪われてしまう。岩永達を倒した小太郎により一万円を返され、小太郎たちに感謝をした。
大越 - 鈴之助（第5話）
サッカー部の生徒。岩永と共に山本を襲って金を巻き上げ、小太郎達に罪をなすりつけた。本山の話では身長180cm以上の長身で中村の名前を騙る（両者ともに演者の身長は180cm台）。小太郎に敗れた直後その事がばれて岩永と共に本山に連行され、事件後退学処分になる。岩永に忠実で彼と同じ思考を持っているが、岩永が小太郎に報復したことに対し彼の退学後の状況は不明。校長の「岩永君達が釈放された」という発言から、彼も森村の手引きによりすぐ釈放されている。
森村肇 - 市川勇（第5話、第7話 - 最終話）
岩永浩三の秘書。岩永が強盗をして逮捕されたことにより、警察と取引をして岩永を釈放させているが、彼も岩永親子のような悪党かは不明。
ファミレスの店長 - 近江谷太朗（第6話）
小太郎がアルバイトを始めたファミレスの店長。とてもテンションが高い。
岩永浩三 - 石黒賢（第7話 - 最終話）
岩永の父親。国会議員。自分の世間体と立場を守るために息子の罪を自らの権力で揉み消し、更に逆恨みのために息子が家宝の刀を持ち出し小太郎の家の前に置いた事を、小太郎が盗んだ事に仕立て上げ、その騒動を利用して千国学院を潰そうとした。息子には厳しく教育しているが、過ちを犯した息子に「お父さんのやり方をよく見ておきなさい」と言い、罪から逃れる方法を教えるあたり、岩永の人格形成に負の影響を与えてきたであろうことが推察される。
刑事 - 佐渡稔（最終話）

## スタッフ
- 脚本：井上由美子
- 演出：佐藤東弥、猪股隆一、狩山俊輔
- 音楽：菅野祐悟
- 音楽プロデュース：志田博英
- 美術デザイン： 高野雅裕、渡辺俊太
- アクションコーディネーター：佐々木修平
- ゴルフ指導：小池泰輔
- 時代考証：時野佐一郎
- ギャル語監修：浜田ブリトニー
- 技術協力：NiTRo
- 美術協力：日テレアート
- 音楽協力：日本テレビ音楽
- チーフプロデューサー：櫨山裕子
- プロデューサー：荻野哲弘、内山雅博
- 企画協力・プロデューサー：山口雅俊（ヒント）
- 制作協力：オフィスクレッシェンド
- 製作著作：日本テレビ

## 主題歌
- monobright ｢孤独の太陽｣（DefSTAR Records）

## 放送日程
| 各話                                                    | 放送日         | サブタイトル                      | 演出     | 視聴率 |
| ------------------------------------------------------- | -------------- | --------------------------------- | -------- | ------ |
| 其の壱                                                  | 2009年10月17日 | 学園秋の陣 イジメ万引き不届き千万 | 佐藤東弥 | 14.0%  |
| 其の弐                                                  | 2009年10月24日 | 対決! 騎馬の乱                    | 猪股隆一 | 11.3%  |
| 其の参                                                  | 2009年10月31日 | 弓矢で誘拐成敗                    | 佐藤東弥 | 9.6%   |
| 其の四                                                  | 2009年11月7日  | 必殺! 空中変身                    | 猪股隆一 | 9.6%   |
| 其の伍                                                  | 2009年11月14日 | バカ殿に捧ぐ命                    | 狩山俊輔 | 10.6%  |
| 其の六                                                  | 2009年11月21日 | 父子対決かかってこいや            | 佐藤東弥 | 11.0%  |
| 其の七                                                  | 2009年11月28日 | 悪代官と一騎討                    | 猪股隆一 | 9.9%   |
| 其の八                                                  | 2009年12月5日  | 初対面! 俺と侍                    | 狩山俊輔 | 9.3%   |
| 其の九（最終回）                                        | 2009年12月12日 | 激白 さらば侍                     | 佐藤東弥 | 10.1%  |
| 平均視聴率 10.7% 視聴率は関東地区・ビデオリサーチ社調べ |                |                                   |          |        |

- 第2話はセ・リーグCS第2ステージ第4戦が試合終了まで中継されたため、50分遅延の21:50開始。
- 第5話はグラチャンバレー2009女子の中継が延長されたため、15分遅延の21:15開始。
- 第6話はグラチャンバレー2009男子の中継が延長されたため、30分遅延の21:30開始。

## 歴史上の侍「望月」
先祖である侍「望月小太郎」は実在はしないが、佐久地方には望月氏という豪族が存在し、武田信玄や、また劇中に登場する真田幸村と深い係わり合いがあった一族である。また、真田幸村には真田十勇士という10人の家来がおり、その中の1人に望月六郎という侍が存在したとされる。
なお、本作で中村剛を演じた城田優は、『天地人』 (NHK) で真田幸村を演じていた。

## ゲーム
- 携帯電話向けゲーム「サムライ・ハイスクール コタッちのプチプチ居合い斬り」 （日テレ×GAME）（ゲーム詳細）